# Kargil Vijay Diwas
Kargils segerdag (engelska: Kargil Victory Day, hindi: Kargil Vijay Diwas) är en minnesdag som firas den 26 juli i Indien. Dagen uppmärksammar Kargilkriget och Indiens seger över Pakistan. Indiska styrkor drev tillbaka sina pakistanska motparter från bergstopparna i norra Kargildistriktet i Ladakh. Den pakistanska armén förnekade inledningsvis sin inblandning och hävdade att konflikten orsakats av kashmiriska militanter. Uttalanden från pakistans premiärminister Nawaz Sharif och arméchef Pervez Musharraf, tillsammans med upphittade dokument och vittnesmål från krigsfångar, tydde på att pakistanska paramilitära styrkor, ledda av general Ashraf Rashid, varit inblandade.

## Historia
I perioden efter det indo-pakistanska kriget 1971 uppstod relativt få väpnade konflikter mellan ländernas militära styrkor. Etablerandet av militära utposter på bergsryggarna kring Siachenglaciären var ett undantag, vilket ledde till sammandrabbningar under 1980-talet.
Under 1990-talet ökade spänningarna, delvis på grund av separatistisk verksamhet i Kashmir och att båda länderna genomförde kärnvapentester 1998. Detta ledde till en alltmer aggressiv stämning mellan Indien och Pakistan.
I detta läge undertecknade båda länderna Lahoredeklarationen i februari 1999 – en avsiktsförklaring om att nå en fredlig och bilateral lösning på Kashmirkonflikten. Under vintern 1998–1999 skickade delar av Pakistans väpnade styrkor i hemlighet trupp och paramilitära enheter till den indiskkontrollerade sidan. Insatsen gick under kodnamnet "Operation Badri". Syftet med den pakistanska inbrytningen var att bryta förbindelsen mellan Kashmir och Ladakh samt att få de indiska styrkorna att dra sig tillbaka från Siachenglaciären, för att tvinga Indien till förhandlingar om en lösning på den större Kashmirkonflikten. Pakistan ansåg också att spänningar i regionen skulle bidra till att internationalisera Kashmirfrågan och därigenom underlätta en snabb lösning. Ett annat möjligt mål kan ha varit att stärka moralen hos den sedan länge pågående väpnade upproret i den indiska delstaten Kashmir genom ett mer offensivt agerande.